# Metaseiulus mexicanus
Metaseiulus mexicanus är en spindeldjursart som först beskrevs av Muma 1963.  Metaseiulus mexicanus ingår i släktet Metaseiulus och familjen Phytoseiidae. Inga underarter finns listade i Catalogue of Life.